# Alieni!
Alieni! (sottotitolo 11 incontri ravvicinati di tipo molto particolare) è un'antologia di racconti di fantascienza tradotti dalla lingua inglese curata nel 1990 da Gianni Montanari, che ha come tema comune il rapporto sociale tra esseri umani e forme di vita extraterrestri. Contiene undici tra racconti e romanzi brevi di vari autori scelti dal curatore, alcuni tradotti dallo stesso, originariamente pubblicati su varie riviste tra il 1941 e il 1988.
Venne pubblicata in Italia per la prima volta nel 1990 su BUR Fantascienza, sotto-serie a tema fantascientifico della collana editoriale Biblioteca Universale Rizzoli (BUR).

## Elenco dei racconti
- Loro (They) di Robert A. Heinlein, Unknown, aprile 1941, traduzione di Gianni Montanari
- Ospite (Hostess) di Isaac Asimov, Galaxy Science Fiction, maggio 1951, traduzione di Gianni Montanari
- Piangi, terrestre amato (The Night He Cried) di Fritz Leiber, Star SF n.1, 1953, traduzione di Ferruccio Alessandri
- Il mostro dagli occhi piatti (The Flat-Eyed Monster) di William Tenn, Galaxy Science Fiction agosto 1955, traduzione di Gianni Montanari
- Fratello silenzioso (Silent Brother) di Algis Budrys, Astounding febbraio 1956, traduzione di Gianni Montanari
- Il martire (The Martyr) di Poul Anderson, The Magazine of Fantasy & SF, marzo 1960, traduzione di Maura Arduini
- Cinque uova (Five Eggs) di Thomas Disch, Orbit n.1, 1966, traduzione di Maura Arduini
- Comperiamo gente (We Purchase People) di Frederik Pohl, Final Stage, 1974, traduzione di Guido Zurlino
- Il colore degli occhi di Neanderthal (The Color of Neanderthal Eyes) di James Tiptree Jr., The Magazine of Fantasy & SF, marzo 1960, traduzione di G[aetano] L[uigi] Staffilano
- L'emissario (Emissary) di Stephen Kraus, Analog, novembre 1988, traduzione di Gianni Montanari
- Diritto di asilo (Sanctuary) di James White, Analog, novembre 1988, traduzione di Gianni Montanari

## Edizioni
- AA. VV., Alieni! 11 incontri ravvicinati di tipo molto particolare, a cura di Gianni Montanari, Biblioteca Universale Rizzoli 777, Rizzoli, 1990, ISBN 8817137774.